# Campus Mundi
A 2015–2021 között megvalósuló Campus Mundi program célja a felsőoktatás minőségének javítása, különös tekintettel a foglalkoztathatóságra, valamint a magyarországi felsőoktatási intézmények nemzetközi szerepének, elismertségének növelésére. A program egyrészt a nemzetközi hallgatói mobilitás elősegítését, másrészt a hazai felsőoktatási intézmények hallgatóvonzó képességének és nemzetköziesítésének támogatását szolgálja.
Magyarország versenyképessége szempontjából kiemelten fontos, hogy a magyar felsőoktatási intézményekből kikerülő diplomás munkaerő felkészültsége megfeleljen a globális verseny kihívásainak. Ennek hatékony eszköze a hazai felsőoktatás minél intenzívebb bekapcsolódása a nemzetközi hallgatói mobilitási folyamatokba.
A program két fő része így az ösztöndíjazáson keresztül megvalósuló hallgatói mobilitás növelése, valamint nemzetköziesítés, ami felsőoktatási intézmények számára nyújtott szolgáltatásokon keresztül vonzóbb célponttá tehetik Magyarországot a külföldről érkező hallgatók számára.

## Ösztöndíjazás
Az ösztöndíjak esetében három kategóriában tudnak pályázni a magyar hallgatók:
- Külföldi részképzés (3-5 hónap időtartamra)
- Külföldi szakmai gyakorlat (2-5 hónap időtartamra)
- Külföldi rövid tanulmányút (2-90 nap időtartamra)

A pályázatok beadására a projekt időtartama alatt évente két alkalommal nyílik lehetőség.
- Részképzés: március 20. és szeptember 20.
- Szakmai gyakorlat és rövid tanulmányút: április 10. és október 20.

Az elnyerhető ösztöndíj összege a célországtól függően 186 000 – 277 200 forint/hó között változik a részképzés és a szakmai gyakorlat esetében, a rövid tanulmányútnál pedig a napidíj, az időtartam és a célország alapján, 24 800 – 6 510 forint/nap között lehet.
Az ösztöndíj felhívásokat a Tempus Közalapítvány teszi közzé a www.campusmundi.hu oldalon. A program költségvetése várhatóan 9000 hallgató számára teszi lehetővé a nemzetközi tapasztalatszerzést.

## Nemzetköziesítés
A Campus Mundi projekt segítségével a hazai felsőoktatási intézményeknek lehetőségük nyílik arra, hogy mind az idegen nyelvű képzések, mind a hallgatói szolgáltatások vonatkozásában felkészültebbek legyenek a külföldi hallgatók fogadására, és mindez láthatóbbá is váljon a potenciális külföldi hallgatói kör számára is. A nemzetköziesítési folyamatokat serkentő tevékenységek a magyar felsőoktatás egészére kiterjednek, és hatással vannak szakpolitikai, intézményi és az egyének szintjén.
A felsőoktatás nemzetköziesítését támogató tevékenységek:
- A külföldi oktatási vásárokon, szakmai rendezvényeken való egységes megjelenés és a hazai felsőoktatási intézmények népszerűsítése.
- Szakmai műhelyek, képzések és szakértői kurzusok, valamint az idegen nyelvű képzések fejlesztésének szakmai támogatása, melyek segítik az intézmények munkáját.
- Nemzetköziesítési auditok szervezése a felsőoktatás intézmények nemzetköziesítési tevékenységeinek felmérésére és fejlesztésére.
- A mobilitással kapcsolatos kutatások, statisztikák, háttéranyagok, a szükséges adatbázisok bővítése és összehangolása szintén fontos hozzájárulást jelentenek a nemzetköziesítés elmélyítéséhez.

## Alumni
A létrehozandó nemzetközi alumni hálózat célja a kapcsolattartás a Magyarországon felsőoktatási (rész)tanulmányokat végzett külföldi hallgatókkal a tanulmányi időszak után. Az alumni tagoknak komoly szerepe lehet a magyar felsőoktatás külföldi népszerűsítésében, további külföldi hallgatók toborzásában. Az általuk képviselt kapcsolati tőke nagy érték az üzleti-gazdasági, turisztikai, tudományos, illetve diplomáciai kapcsolatok megalapozása, megerősítése érdekében.

## További hivatkozások
- http://www.tka.hu/palyazatok/4811/campus-mundi
- http://www.tka.hu/palyazatok/4811/campus-mundi#palyazatList
- http://www.tka.hu/palyazatok/4829/gyakori-kerdesek